# 厄尼·巴布拉許
厄尼·巴布拉許（英語：Ernie Barbarash），美國男導演、製片人和編劇。在執導的電影中多次與尚-克勞德·范·達美合作。

## 作品列表

### 導演
- 《異次元殺戮（英语：Cube Zero）》/Cube Zero（2004）[2]
- 《靈異駭客2：回魂時刻（英语：Stir of Echoes: The Homecoming）》/Stir of Echoes: The Homecoming（2007）
- 《鬼月殺機（英语：They Wait）》/They Wait（2007）
- 《鐵血悍將（英语：Hardwired (film)）》/Hardwired（2009）
- Rock the House（2010）
- 《分秒必爭（英语：Ticking Clock）》/Ticking Clock（2011）
- 《獵殺行動》/Assassination Games（2011）
- 《終極救援》/Six Bullets（2012）
- Second Chances（2013）
- Reading Writing & Romance（2013）
- 《獵鷹上升》/Falcon Rising （2014）
- 《血肉之軀》/Pound of Flesh（2015）
- Casa Vita（2016）
- A Royal Winter（2017）
- 《神偷聖徒（英语：The Saint (2017 film)）》/The Saint（2017）
- 《聖誕傳承（英语：Christmas Inheritance）》/Christmas Inheritance（2017）
- 《決戰異世界2019》/Abduction（2019）
- 《曠野佳節（英语：Holiday in the Wild）》/Holiday in the Wild（2019）
- 《罗马圣诞夜》/Christmas in Rome（2019）
- 《圣诞已近》/Too Close for Christmas（2020）
- 《圣诞大开关》/The Great Christmas Switch（2021）
- 《炽爱》/Heatwave（2022）

### 監製
- The Incredible Adventures of Marco Polo on His Journeys to the Ends of the Earth（1998，聯合製片）
- 《愛你九週半3~新的開始》/The First 9½ Weeks（1998，聯合製片）
- Prisoner of Love（1999）
- 《美國殺人魔》/American Psycho（2000，聯合製片）
- 《貓眼》/The Cat's Meow（2001，聯合製片）
- 《美國殺人魔2》/American Psycho II: All American Girl（2002）
- 《異次元殺陣2：超級立方體（英语：Cube 2: Hypercube）》/Cube 2: Hypercube（2002）
- 《異次元殺戮（英语：Cube Zero）》/Cube Zero（2004，執行製片人）

### 編劇
- 《異次元殺陣2：超級立方體（英语：Cube 2: Hypercube）》/Cube 2: Hypercube（2002）
- 《異次元殺戮（英语：Cube Zero）》/Cube Zero（2004）
- 《靈異駭客2：回魂時刻（英语：Stir of Echoes: The Homecoming）》/Stir of Echoes: The Homecoming（2007）

## 外部連結
- 厄尼·巴布拉許在互联网电影资料库（IMDb）上的資料（英文）
- 烂蕃茄上的厄尼·巴布拉許